# 五星镇 (兴文县)
五星乡，是中华人民共和国四川省宜宾市兴文县下辖的一个乡镇级行政单位。

## 行政区划
五星乡下辖以下地区：
三河口社区、麻元头村、胜果村、民心村、大同村、踏水桥村、赶场坝村、马岩村、长久村、白玉村、连心村、长兴村、新场村和龙凤村。